# 胡彭述
胡彭述（？—？），字信甫，海盐人，明代藏书家。

## 生平
胡憲仲之子。世代藏書，自胡誠齋至胡憲仲凡歷四世。胡彭述少孤，事母至孝，藏書逾萬卷。著有《好古堂书目》。有子胡震亨。